# Drittes Lager
El término Drittes Lager se usa en Austria tradicionalmente para el electorado nacionalista alemán y liberal nacionalista. Los partidos Partido de la Libertad de Austria (FPÖ) y Unión por el Futuro (BZÖ) son asociados con el Drittes Lager. La expresión se usa como una delimitación tanto a la democracia cristiana, en este caso el Partido Popular Austriaco (ÖVP), como a la socialdemocracia, hoy el Partido Socialdemócrata de Austria (SPÖ).

## Aparición
La base del Drittes Lager es una ideología política que asume que Austria, después de la pérdida de los territorios no-alemanohablantes después de la Primera Guerra Mundial, no tiene derecho a ser un estado independiente. Así, en 1918, la Primera República de Austria, fue fundada como Austria Alemana y planeada a ser anexionada al Imperio Alemán. Esto fue ampliamente apoyado, pero prohibido por la Entente. El adversario principal de esta línea de pensamiento fue, entre las Guerras Mundiales, la ideología católica-conservadora de Engelbert Dollfuß y el austrofascismo.

## Durante la Segunda República
Axproximadamente 700.000 miembros del NSDAP fueron excluidos de las primeras elecciones legislativas de Austria después de la Segunda Guerra Mundial (1945). Éstos podían participar de nuevo en la elecciones generales de 1949. Al mismo tiempo, el político liberal nacionalista Herbert Kraus fundó la Federación de los Independientes (VdU). En la elección recibió el 11,7% de los votos. Desde aquel punto, el término "Drittes Lager" se utilizaba para los grupos de votantes nacionalistas alemanes y liberales nacionalistas. Después de la firma del Tratado de Estado austriaco en 1955 se fundó la FPÖ como sucesora de la VdU. Con la creación del BZÖ en el año 2005 por el anterior político liberal y Gobernador de Carintia, Jörg Haider y la salida de Ewald Stadler del FPÖ, el Drittes Lager se dividió. Desde la muerte de Haider 2008 y la transformación del BZÖ en un partido minoritario, el FPÖ es de nuevo la entidad más importante del Drittes Lager.

## Empleo actual del término
Hoy en día, el término también se usa como autodesignación. Así lo hizo Jörg Haider con el eslogan "Warum wir mehr als das dritte Lager sind" (Por qué somos más que el Drittes Lager).Además, el político FPÖ Bernd Lindinger proclamó ante la Burschenschaft Olympia que "nosotros mismos somos el Tercer Campamento".Andreas Mölzer mencionó en la revista Zur Zeit que la Dritte Kraft (Tercera Fuerza), el Drittes Lager, era, en realidad, el primer frente político de Austria. En 1988, el entonces diputado del FPÖ y el anterior ministro de defensa Friedhelm Frischenschlager dijo que la conexión entre el Drittes Lager y el nacionalsocialismo era un hecho y que ni la VdU ni el FPÖ son partes que habían caído del cielo.
Walter Sucher escribió en Burschenschaftliche Blätter (BBl), bajo el título de Österreichs Drittes Lager: "Desde 1986 se desarrollaba a partir de este Drittes Lager y de la FPÖ una política de movimiento ciudadano, que hoy en día, como partido de la oposición tiene una Influencia considerable en el país. Sus señas de identidad  – y estos son sólo dos nombres: Jörg Haider y Rainer Pawkowicz – fueron y siguen siendo Burschenschafter."

## Sus medios de comunicación
Está vinculado con la revista Die Aula. Esta dijo de sí misma en 1994: "Aquí deberíamos pensar en el futuro, debemos formular axiomas estratégicos y tácticos, con los cuales el Drittes Lager se podrá montar para dominar una Tercera República" 
Otro medio es el semanario Zur Zeit, que se llama a sí mismo "conservativo derechista" y "nacionalista alemán".

## Literatura
- Burschenschaftliche Blätter (BBl) 4/96
- Reinhold Gärtner: Die Aula. En: DÖW (Ed.): Handbuch des österreichischen Rechtsextremismus. Deuticke, Viena, 1993, ISBN 3-216-30053-6, P. 253-270.
- Reinhold Gärtner: Die „Aula“ und die Wissenschaft. En: Wolfgang Purtscheller (Ed.): Die Ordnung, die sie meinen. „Neue Rechte“ in Österreich. 2. edición mejorada, Picus-Verlag, Viena 1995, ISBN 3-85452-256-8.
- Marcos Perner, Heribert Schiedel, Klaus Zellhofer: Haiders Denkfabriken. Die Avantgarde der Völkischen. En: Wolfgang Purtscheller (Ed.): Die Ordnung, die sie meinen. „Neue Rechte“ in Österreich. 2. edición mejorada, Picus-Verlag, Wien 1994, ISBN 3-85452-256-8.
- Gerhard Steininger: Das Dritte Lager. Aufstieg nach dem Fall?. Edition Steinbauer, Viena, 2007, ISBN 978-3-902494-20-7.